# Lijn 15 (metro van Shanghai)
Lijn 15 is een lijn van de metro van Shanghai. De lijn loopt van noord naar zuid ten westen van het stadscentrum, van Gucun Park in het noorden van het stadsdeel Baoshan naar Zizhu Science-Based Industry Park in het stadsdeel Minhang. De lijn bedient twee belangrijke multimodale verkeersknooppunten, met name station Shanghai-West en station Shanghai-Zuid. Het is de vierde lijn van de metro van Shanghai die volledig automatisch wordt bediend en opereert zonder treinbestuurders, na lijn 10, de Pujiang Line en lijn 18.
De lijn werd ingehuldigd op 23 januari 2021. Het traject is 42,3 km lang en bedient 29 stations. De lijn heeft overstapmogelijkheden met de metrolijnen 1, 2, 3, 7, 11, 12 en 13.
De perrons voor lijn 15 van het station Guilin Road werden pas op 27 juni 2021 in gebruik genomen, dit was het dertigste station van de lijn. Via het station Guilin Road werd zo de overstap naar lijn 9 mogelijk. Bij de opening van lijn 14 op 30 december 2021, werd in het station Tongchuan Road ook de overstap op deze lijn vanaf lijn 15 mogelijk.

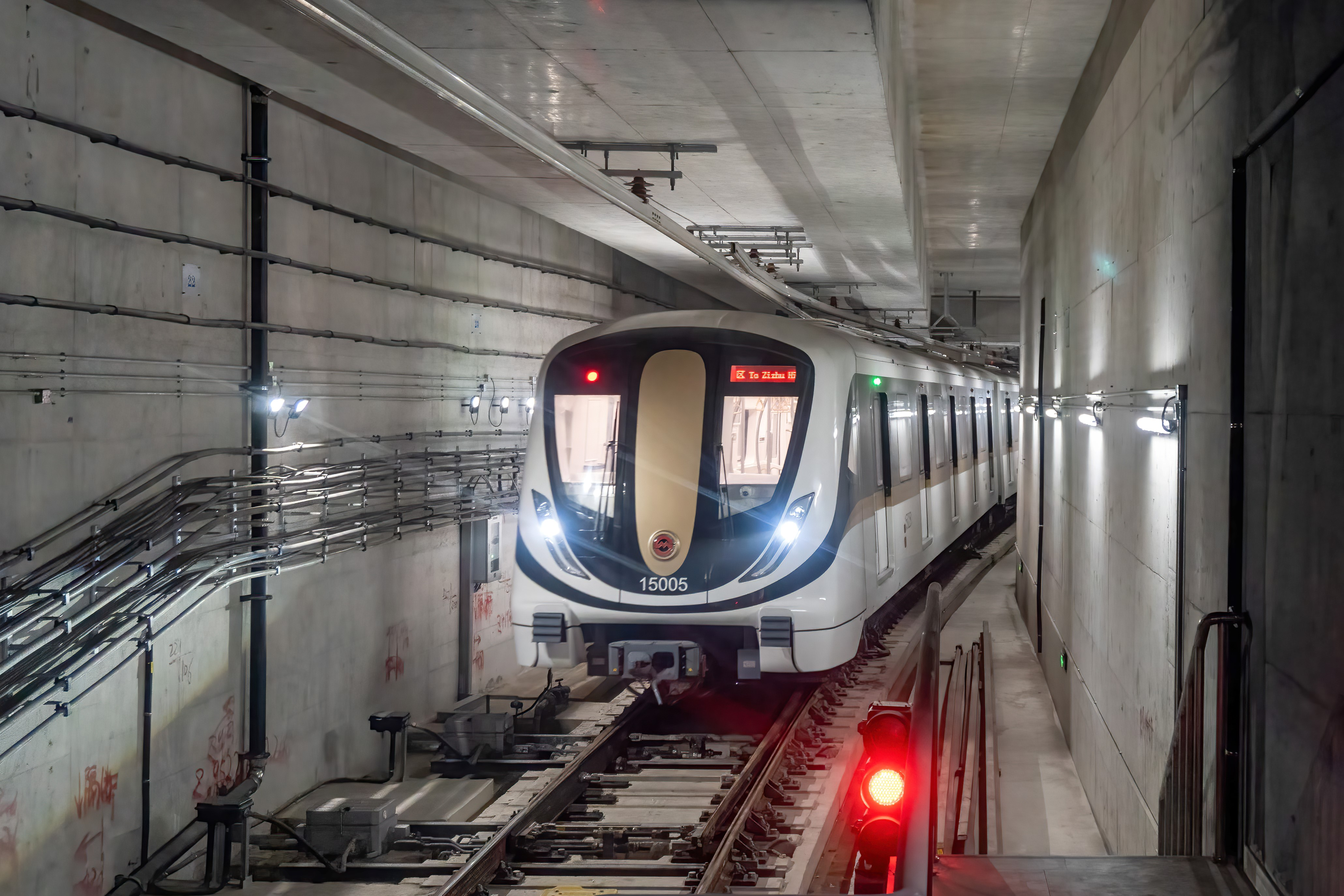
Een metrostel van lijn 15 in het station Gucun Park